# Психолінгвістика
Психолінгві́стика — це наука про мовленнєву діяльність людей у психологічних та лінгвістичних аспектах, зокрема експериментальне дослідження психічної діяльності суб'єкта в засвоєнні та використанні мови як організованої та автономної системи. Адже значення будь-якого знака полягає, насамперед, у активізації когнітивних процесів індивіда.

## Основна мета
Мета психолінгвістики — опис та пояснення особливостей функціонування мови і мовлення як психічних феноменів із урахуванням взаємодії зовнішніх і внутрішніх чинників соціально-культурної діяльності особистості.
У фокусі уваги психолінгвістики — індивід у комунікації. Одним із основних положень психолінгвістики як когнітивної дисципліни є когнітивна обробка інформації, що надходить з органів чуття, яка відбувається на основі сформованих у індивіда ментальних репрезентацій.
Психолінгвіст займається не лише мовленням суб'єкта в нормальному стані, а й у стані емоційної напруги, зміненому стані свідомості, патологічних психічних станах.
Т. Е. Гарлі пропонує визначати психолінгвістику як науку про психологічні процеси, що зумовлюють функціонування мови, зокрема розуміння, породження, запам'ятовування мови. О. О. Леонтьєв вводить тлумачення психолінгвістики як науки, що вивчає, з одного боку, співвідношення особистості зі структурою і функціями мовленнєвої діяльності, а з іншого, — особистості з мовою як основною складовою частиною образу світу людини.

## Сфери навчання
Психолінгвістика — це міждисциплінарна галузь, яка складається з дослідників з різних сфер, включаючи психологію, когнітивістику, мовознавство, логопедію, а також дискурсивний аналіз. Психолінгвісти вивчають, як люди засвоюють і використовують мову, за такими основними напрямками:
1. Опанування мови: як діти опановують мову?
2. Розуміння мови: як люди розуміють мову?
3. Продукування мови: як люди продукують мову?
4. Засвоєння другої мови: як люди, які вже знають одну мову, вивчають іншу?

Дослідник, зацікавлений у розумінні мови, може вивчати розпізнавання слів під час читання, щоб дослідити процеси, пов'язані з вилученням орфографічної, морфологічної, фонологічної та семантичної інформації зі зразків у друкованому тексті. Дослідник, зацікавлений у продукуванні мови, може вивчати, як слова готуються до вимови, починаючи з концептуального або семантичного рівня (це стосується конотації, і, можливо, може бути досліджено через концептуальну структуру, пов'язану з семантичним диференціалом). Онтолінгвісти вивчають здатність немовлят і дітей вивчати і обробляти мову.
Психолінгвістика також поділяє свої дослідження відповідно до різних компонентів, які складають людську мову.
Області, пов'язані з лінгвістикою, включають:
- Фонетика і фонологія — вивчення звуків мови. У рамках психолінгвістики дослідження зосереджені на тому, як мозок обробляє і розуміє ці звуки.
- Морфологія вивчає структуру слів, особливо між спорідненими словами (наприклад, собака і собаки), а також утворення слів на основі правил (наприклад, утворення множини).
- Синтаксис вивчає, як слова поєднуються у речення.
- Семантика вивчає значення слів і речень. Якщо синтаксис займається формальною структурою речень, то семантика має справу з фактичним значенням речень.
- Прагматика вивчає роль контексту в інтерпретації значення.

## Основні завдання
Основними завданнями психолінгвістики як когнітивної науки є дослідження:
- процесів планування мовлення;
- механізмів та процесів сприйняття, інтерпретації, розуміння та породження мовлення;
- структури та системи представлення знань індивіда та стратегії їх використання для когнітивної обробки дискурсу;
- механізми засвоєння та оволодіння мовою протягом розвитку дитини;
- проблеми білінгвізму, перекладу та механізми оволодіння іноземною мовою[4].

Найпоширенішими методами психолінгвістики є Психолінгвістичний текстовий аналіз (ПЛТА), Семантичний диференціал (СД), Вільний Асоціативний Експеримент (ВАЕ), Інтент-аналіз (ІА), Контент-аналіз (КА), Семантичний радикал (СР), Інтроспективний аналіз (ІНТРА).

## Теорії

### Опанування мови
Хоча все ще існує багато суперечок, існує дві основні теорії щодо опанування мови в дитинстві:
- біхевіористська теорія, згідно з якою вся мова повинна бути вивчена дитиною;
- гіпотеза вроджених мовних структур, яка вважає, що абстрактну систему мови неможливо вивчити, але що люди володіють вродженими мовними здібностями до того, що називають «універсальною граматикою».

Гіпотеза вроджених мовних структур заснувалася в 1959 році з дуже критичної рецензії Ноама Чомскі на «Вербальну поведінку» Берреса Скіннера (1957). Ця рецензія допомогла розпочати те, що було названо когнітивною революцією в психології. Хомський стверджував, що люди володіють особливою, вродженою здатністю до мови, і що складні синтаксичні структури, як-от рекурсія, «жорстко запрограмовані» в мозку. Вважається, що ці здібності не під силу навіть найрозумнішим і найсоціальнішим нелюдям. Коли Хомський стверджував, що діти, які опановують мову, мають величезний простір для пошуку серед усіх можливих людських граматик, не було жодних доказів того, що діти отримують достатньо інформації, щоб вивчити всі правила своєї мови. Отже, повинен існувати якийсь інший вроджений механізм, який наділяє людину здатністю вивчати мову. Згідно з гіпотезою вроджених мовних структур, така мовна здатність визначає людську мову і робить її відмінною навіть від найдосконаліших форм спілкування тварин.
Відтоді лінгвістика і психолінгвістика визначилися реакцією на Хомського «за» і «проти». Прихильники Хомського досі вважають, що людська здатність використовувати мову (зокрема, здатність використовувати рекурсію) якісно відрізняється від будь-якої здатності тварин.

### Розуміння мови
Структури та використання мови пов'язані з формуванням онтологічних уявлень. Деякі розглядають цю систему як «структуровану співпрацю між користувачами мови», які використовують концептуальні та семантичні диференціали для обміну значеннями та знаннями, а також надають значення мові, тим самим досліджуючи та описуючи «семантичні процеси, пов'язані з обмеженням „зупинки“, які не є випадками звичайного відкладання». Відкладання зазвичай робиться з певної причини, і раціональна людина завжди схильна відкладати, якщо на це є вагома причина.
Теорія «семантичного диференціалу» передбачає універсальні відмінності, як-от:
- Типовість: включає такі шкали, як «регулярний-рідкісний», «типовий-винятковий»;
- Реальність: «уявне-реальне», «очевидне-фантастичне», «абстрактне-конкретне»;
- Складність: «складне-просте», «необмежене-обмежене», «таємниче-звичайне»;
- Удосконалення або організація: «регулярний-спазматичний», «постійний-змінний», «організований-неорганізований», «точний-невизначений»;
- Стимуляція: «цікаве-нудне», «тривіальне-нове».

### Читання
Одне з питань у сфері розуміння мови полягає в тому, як люди розуміють речення під час читання (обробка речень). Експериментальні дослідження породили кілька теорій про архітектуру та механізми розуміння речень. Ці теорії, як правило, стосуються типів інформації, що міститься в реченні, яку читач може використовувати для побудови смислу, а також того, у який момент читання ця інформація стає доступною читачеві.
Модульний погляд на опрацювання речень передбачає, що етапи, пов'язані з читанням речення, функціонують незалежно, як окремі модулі. Ці модулі мають обмежену взаємодію один з одним. Наприклад, одна з найвпливовіших теорій опрацювання речень, «garden-path theory», стверджує, що спочатку відбувається синтаксичний аналіз. Згідно з цією теорією, читач, читаючи речення, створює найпростішу структуру, щоб мінімізувати зусилля і когнітивне навантаження. Це відбувається без участі семантичного аналізу або контекстно-залежної інформації. Отже, у реченні «Докази, досліджені адвокатом, виявилися недостовірними», коли читач доходить до слова «досліджені», він або вона зобов'язується читати речення, у якому докази щось досліджують, тому що це найпростіший синтаксичний аналіз. Це зобов'язання приймається навіть попри те, що воно призводить до неправдоподібної ситуації: докази не можуть щось досліджувати. Згідно з цією теорією «спочатку синтаксис», семантична інформація обробляється на більш пізньому етапі. Лише згодом читач усвідомлює, що йому або їй потрібно переглянути початковий синтаксичний аналіз на такий, у якому розглядаються «докази». У цьому прикладі читачі, як правило, усвідомлюють свою помилку, коли доходять до «адвоката», і змушені повертатися назад і переоцінювати речення. Такий повторний аналіз є дорогим і призводить до сповільнення часу читання.
На відміну від модульного підходу, інтерактивна теорія обробки речень, наприклад, лексичний підхід на основі обмежень, передбачає, що вся доступна інформація, яка міститься в реченні, може бути оброблена в будь-який момент. Згідно з інтерактивним підходом, семантика речення (наприклад, правдоподібність) може вступати в гру на ранній стадії, щоб допомогти визначити структуру речення. Отже, у наведеному вище реченні читач зможе використати інформацію про правдоподібність, щоб припустити, що «докази» досліджуються, замість того, щоб проводити експертизу. Існують дані на підтримку як модульного, так і інтерактивного поглядів; питання про те, який з них є правильним, є дискусійним.
Під час читання сакади можуть змусити розум пропускати слова, оскільки він не вважає їх важливими для речення, і розум повністю виключає його з речення або підставляє замість нього неправильне слово. Це можна побачити у «Парижі навесні». Це звичайний психологічний тест, де розум часто пропускає друге «the», особливо коли між ними є розрив рядка.

## Прикладне значення
Виділення мовленнєвої діяльності як окремого явища серед різних мовленнєвих процесів має велике прикладне значення, особливо для лінгвометодики, оскільки дає уявлення про відмінні властивості їх перебігу, специфічні особливості їхніх психофізіологічних механізмів, а відтак дозволяє організовувати процес навчання, адресно спрямовуючи його або на розвиток спонтанного, неусвідомлюваного, афективного, ненавмисного, мимовільного мовлення, або на розвиток цілеспрямованого навмисного, усвідомлюваного, довільного, контрольованого мовлення — залежно від дидактичної мети і вікових особливостей оволодівання і володіння дітьми мовою.

## Постановка проблеми
Розширення поняттєвого поля і термінологічного апарату психолінгвістики зумовлює її глибоке проникнення у різні сфери психології. Теоретичний простір психолінгвістики наповнює арсенал загальної психології, тоді як прикладні гілки психолінгвістики дедалі більше проникають у соціальну, політичну, етнічну, педагогічну, клінічну психологію, а також психологію гендеру та ЗМІ. Водночас захоплення психолінгвістичним інструментарієм, який дає змогу вивчати значні масиви інформації, часто приводить до певної втрати розуміння предмета психолінгвістики — особистості як центральної ланки, стрижня психолінгвістики. Таким чином, теоретичний та діагностичний апарат психолінгвістики з неодмінністю повинен заглиблюватись у вивчення особистості

## Додаткова література

### Книги
- Daniel R. Walter (2023). Psycholinguistic Approaches to Instructed Second Language Acquisition: Linking Theory, Findings and Practice (англ.). Channel View Publications. с. 224. ISBN 9781788928779.
- Психолінгвістика: методичні рекомендації для здобувачів вищої освіти магістерського рівня освітньо-професійної програми «Українська мова та література». Вінниця: Видавництво ФОП Кушнір Ю. В., 2021. 68 с.
- Психолінгвістика в сучасному світі — 2020. Матеріали XV Міжнародної науково-практичної конференції. Вип. 15 (2020). Університет Григорія Сковороди в Переяславі. ISSN 2706-7904. doi:10.31470/10.31470/2706-7904-2020-15.
- АБСТРАКТИ XIII Міжнародної науково-практичної конференції «ПСИХОЛІНГВІСТИКА В СУЧАСНОМУ СВІТІ — 2018» (25–26 жовтня 2018 року)[12]
- Fernández Eva M.; Cairns Helen Smith. The Handbook of Psycholinguistics. — Wiley, 2017. ISBN 978-1-118-82950-9.
- Spivey Michael; McRae Ken; Joanisse Marc. The Cambridge Handbook of Psycholinguistics. — Cambridge: Cambridge University Press, 2012. ISBN 978-0-521-86064-2.
- Психологія мовлення і психолінгвістика: Навчальний посібник для студентів вищих навчальних закладів / Калмикова Л. О., Калмиков Г. В., Лапшина І. М., Харченко Н. В.; За заг. ред. Л. О. Калмикової. — Київ: Переяслав Хмельницький педагогічний інститут, в-во «Фенікс», 2008. — 245 с.
- Засєкіна Л. В., Засєкін С. В. Психолінгвістична діагностика. — Луцьк: РВВ «Вежа» Волин. нац. ун-ту ім. Лесі Українки, 2008. — 188 с.
- Засєкіна Л. В., Засскін С. В. Вступ до психолінгвістики'. Навчальний посібник. Острог: Видавництво Національного університету «Острозька академія», 2002. — 168 с. ISBN 966-7631-57-5.

### Журнали
- Psycholinguistics. Психолінгвістика. Психолингвистика (Університет Григорія Сковороди в Переяславі, сайт)
- Східноєвропейський журнал психолінгвістики (Волинський національний університет імені Лесі Українки, сайт)
- Applied Psycholinguistics (Cambridge Univercity Press, сайт)

### Статті
- Слободяник В.; Сірко Р. (21 листопада 2022). Психолінгвістичні особливості деяких понять екстремальної психології. Юридична психологія (укр.) 30 (1). с. 48–53. ISSN 2519-4682. doi: 10.33270/03223001.48.
- Карачова Дар'я; Притиченко Ганна (30 квітня 2021). Переклад як об'єкт психолінгвістичного дослідження. Молодий вчений (укр.) (4 (92)). с. 202–205. ISSN 2313-2167. doi: 10.32839/2304-5809/2021-4-92-42.
- Ситняк Роман (2 грудня 2021). Psycholinguistics and semantics at the end of XX and beginning of XXI centuries: interaction and interdependence. Лінгвістичні студії (англ.). с. 175–182. ISSN 2308-0019. doi: 10.31558/1815-3070.2021.42.15.
- Психолінгвістика // Літературознавча енциклопедія : у 2 т. / авт.-уклад. Ю. І. Ковалів. — Київ : ВЦ «Академія», 2007. — М — Я. — С. 292.
- Калмикова Л. О. // Мовленнєва діяльність як проблема психолінгвістики. Психолінгвістика. — 2008. — Вип. 2. — С. 25
- Л. В. Засєкіна. Психолінгвістика, мовленнєва діяльність, особистість: співвідношення понять у контексті мовленнєвої генези дитини. Психолінгвістика (укр.) с.2.